# Duckencia Bourdierd
Duckencia Bourdierd es una empresaria haitiana, reconocida por ser la fundadora de la compañía de reciclaje Haiplast en 2011. Por su labor al frente de la empresa ha sido reconocida en diferentes listas de medios escritos y virtuales como Americas Quarterly, El Tiempo y MDZ Online, entre otros.

## Biografía
Bourdierd nació en la ciudad de Puerto Príncipe, Haití. A mediados de la década de 2000 se inscribió en la Université Notre Dame d'Haïti para estudiar Administración de Negocios. Luego del terremoto que sacudió a Haití en 2010, decidió mudarse a República Dominicana y algunos meses después regresó a su país natal con la idea de iniciar una empresa de reciclaje al apreciar la escasa reutilización de los residuos plásticos en la isla.
En 2011, junto a algunos socios, fundó la compañía Haiplast Recycling S.A., encargada de administrar los residuos sólidos en la capital de Haití para limpiarlos, compactarlos y revenderlos a grandes empresas de reciclaje en Norteamérica, Europa y Asia. Para 2016, la compañía registró ingresos de casi 190 mil dólares, más del doble de sus ganancias en 2013.
Por su labor al frente de la compañía, Bourdierd ha sido incluida en varias listas de jóvenes empresarios de éxito en medios como Americas Quarterly, El Tiempo Negocio Start y MDZ Online, entre otros.

## Reconocimientos
- 2018 - Most Exciting Young Entrepreneurs, Americas Quarterly[1]
- 2018 - Los cinco emprendedores más dinámicos de América Latina, El Tiempo[2]
- 2020 - Top 10 jóvenes emprendedores latinos, MDZ Online[3]